# Бирючий (Ростовская область)
Бирю́чий — хутор в Азовском районе Ростовской области.
Входит в состав Калиновского сельского поселения.

## География
Хутор находится на расстоянии 40 км (по дорогам) к югу от города Азов, административного центра района.

## Население
| 1989 | 2002 | 2010 |
| ---- | ---- | ---- |
| 166  | ↘131 | ↗134 |

### Национальный состав
Согласно результатам переписи 2002 года, в национальной структуре населения русские составляли 97 %.

## Улицы
На хуторе имеется одна улица — Музейная.

## Достопримечательности
На хуторе, в километре от клуба, находится памятник археологии — Курганный могильник «Бирючий-1» (2 насыпи). Памятник датируется II тысячелетием до н. э. — XIV веком н. э. Решением Малого Совета облсовета № 301 от 18 ноября 1992 года могильник внесен в список объектов культурного наследия местного значения под кодом № 6100288000.